# Eberardo di Kleve
Eberardo in lingua tedesca Eberhard (inizio secolo XI – dopo il 1090) fu conte di Kleve dal 1070 circa fino alla sua morte.

## Origine
Di Eberardo non si conoscono gli ascendenti. 

Discendente del conte di Kleve, Ruggero I, e della moglie, Wazela di Lotaringia, figlia illegittima del conte palatino di Lotaringia della dinastia degli Azzoni, Azzo di Lotaringia.

Gli Annales Rodenses presentano Ruggero I di Kleve come nobile, famoso e potente, assieme al fratello, Gerardo (in Flandriensi provintia duo nobiles germani fratres aput saeculum praeclari et potens, alter Gerardus et alter vocabatur Rutgerus).

## Biografia
Di Eberardo si hanno poche notizie.

Eberardo viene citato come conte di Kleve (Euerhardus comes Clivensis) nel documento n° VIII del Akademische Beiträge zur Gülch- und Bergischen Geschichte, Svazek 2, datato 1074, in quanto testimone dell'arcivescovo di Colonia (Coloniensis ecclesie Archiepiscopus), Annone II (Anno secundus).
Non si conosce l'anno esatto della morte di Eberardo, che avvenne dopo il 1090

## Matrimonio e discendenza
Eberardo aveva sposato Berta, di cui non si conoscono gli ascendenti, che viene citata assieme al marito nel documento n° VIII del Akademische Beiträge zur Gülch- und Bergischen Geschichte, Svazek 2 (Euerhardus comes Clivensis et matrona nobilis Berta comitissa uxor sua).

Di Eberardo e di Berta non si conosce alcuna discendenza.